# Solenanthus scardicus
Solenanthus scardicus är en strävbladig växtart som beskrevs av Joseph Friedrich Nicolaus Bornmüller. Solenanthus scardicus ingår i släktet Solenanthus och familjen strävbladiga växter. Inga underarter finns listade i Catalogue of Life.